# ダーク・ハーフ (映画)
『ダーク・ハーフ』（The Dark Half）は、アメリカ合衆国のホラー映画。スティーブン・キングの同名の小説を映画化したこの作品は1991年に製作され、1993年に公開された。カラー作品。1993年度ファンタフェスティバルの最優秀作品賞・脚本賞・主演男優賞を受賞作。また1994年度サターン賞のホラー作品賞・監督賞・メイクアップ賞・助演女優賞にノミネートされている。

## あらすじ
売れない純文学作家ボーモントは、ジョージ・スタークというペンネームで過激なバイオレンス小説を発表する売れっ子作家でもあった。
しかしスタークの名前を葬った直後、ボーモンドの周りで猟奇的な連続殺人事件が起こり始める。驚くことに残虐な殺人犯は、存在するはずのないスタークだった。
ボーモントにスタークは、再びスターク名義の作品を執筆するように迫る。

## キャスト
| 役名                                                | 俳優                       | 日本語吹替 | 日本語吹替   |
| 役名                                                | 俳優                       | ソフト版   | テレビ東京版 |
| --------------------------------------------------- | -------------------------- | ---------- | ------------ |
| サディアス（サッド）・ボーモント/ジョージ・スターク | ティモシー・ハットン       | 山寺宏一   | 山寺宏一     |
| リズ・ボーモント                                    | エイミー・マディガン       | 相沢恵子   | 高乃麗       |
| アラン・パングボーン保安官                          | マイケル・ルーカー         | 簗正昭     | 山路和弘     |
| レジー・デレセップス                                | ジュリー・ハリス           | 京田尚子   | 京田尚子     |
| フレッド・クローソン                                | ロバート・ジョイ           | 江原正士   | 成田剣       |
| マイク・ドナルドソン                                | ケント・ブロードハースト   | 田中正彦   | 仲野裕       |
| シャイラ・ボーモント                                | ベス・グラント             | 要田禎子   | 定岡小百合   |
| ミリアム・コウリー                                  | ルターニャ・アルダ         | 塩田朋子   | さとうあい   |
| リック・コウリー                                    | トム・マーデロシアン       | 有本欽隆   | 小山武宏     |
| Dr.プリチャード                                     | ラリー・ジョン・メイヤーズ | 伊井篤史   | 岩田安生     |
| ディガー・ホルト                                    | ロイヤル・ダノ             | 田口昂     | 沢りつお     |
| ホーマー・ガマチ                                    | グレン・コレリダー         | 田村勝彦   | 城山堅       |
| 少年期のサッド                                      | パトリック・ブラナン       | 亀井芳子   | 浅野まゆみ   |

- その他日本語吹替（ソフト版）：荒川太郎、田原アルノ、坂口哲夫、定岡小百合、西宏子、麻見順子、小野英昭
- その他日本語吹替（テレビ東京版）：北川勝博、星野充昭、岡本章子、坂口候一

※2016年7月2日発売のHDニューマスター版ブルーレイにはソフト版に加え、テレビ東京版も収録。

## 製作
この映画の撮影のいくつかの場面はペンシルベニア州ピッツバーグ近郊にあるワシントン&ジェファーソン・カレッジで行われた。このうち、冒頭のボーモントの小説教室の場面の撮影は、同大学のオールド・メインにある礼拝堂で行われ、ボーモントの事務所の場面の撮影は同大学のチャプレンの事務所で行われた。なお、同大学の大学職員や学生もエキストラとしてこの映画に参加している。

## 追悼レイトショー
- 東京・新文芸坐にて『ロメロ監督追悼企画』と題して、2017年9月22日に、1回限りで『追悼上映』された。

### スタッフ
- 監督・脚本・製作総指揮：ジョージ・A・ロメロ
- 製作：デクラン・ボールドウィン
- 原作：スティーブン・キング 『ダーク・ハーフ』
- 撮影：トニー・ピーアズ・ロバーツ
- 編集：パスカル・ブーバ
- 音楽：クリストファー・ヤング
- 衣裳デザイン：バーバラ・アンダーソン
- 特殊メイク効果：ジョン・ユーリッチ、エベレット・バレル